# 湯澤真伍
湯澤 真伍（ゆざわ しんご、1982年4月2日 - ）は、日本の元子役・元俳優。

## 来歴・人物
- 主に80年代後半から90年代にかけて子役・俳優として活躍。
- 山王プロダクション[1]に所属していた。
- TBS『愛の劇場』枠で放映された人気ドラマシリーズ『天までとどけ』では、丸山家の五男・九役を最終シリーズまで演じ抜いた。

## 出演作品

### テレビドラマ
以下出典:
- はぐれ刑事純情派 第1シリーズ 第18話（ANB, 1988年8月3日）
- カラダ記念日（TBS, 1989年2月4日）
- 俺たちの時代（TBS, 1989年10月6日 - 12月22日）- 高之 役
- 世にも奇妙な物語　冬の特別編「23分間の奇跡」（CX, 1991年12月26日）
- 愛の劇場『天までとどけ』シリーズ（TBS）- 丸山 九 役
  - 第1シリーズ（1991年3月4日 - 5月24日）
  - 第2シリーズ（1992年7月20日 - 8月28日）
  - 第3シリーズ（1994年2月21日 - 4月22日）
  - 第4シリーズ（1995年2月20日 - 4月14日）
  - 第5シリーズ（1996年2月19日 - 4月12日）
  - 第6シリーズ（1997年2月17日 - 4月11日）
  - 第7シリーズ（1998年4月6日 - 5月29日）
  - 第8シリーズ（1999年3月22日 - 4月9日）

### 映画
- しろくまくん、どこへ？（1990年4月28日）- ラルス 役[3]　※アニメ作品
- 渋滞（1991年4月27日）- 藤 大介 役[4]
- 仮面ライダーZO（1993年4月17日）- ネオ生命体（声）役[5]
- トイレの花子さん（1995年7月1日）
- パーフェクト・ワールド ※吹き替え（フィリップ・ペリー〈T・J・ローサー〉）